# Дворецкая Слобода
Дворецкая Слобода (бел. Дварэцкая Слабада) (до 1937 года Куцая Слобода) — посёлок в Дворецком сельсовете Рогачёвского района Гомельской области Беларуси.

## География

### Расположение
В 23 км на запад от районного центра и железнодорожной станции Рогачёв (на линии Могилёв — Жлобин), 144 км от Гомеля.

### Гидрография
На юге мелиоративный канал, соединённый с рекой Добосна (приток Днепра).

## Транспортная сеть
Транспортные связи по просёлочной, затем автомобильной дороге Бобруйск — Гомель. Планировка состоит из короткой широтной ориентации улицы. Жилые дома деревянные, усадебного типа.

## История
По письменным источникам известен с 1-й половины XIX века как селение в Тихиничской волости Рогачёвского уезда Могилёвской губернии. В инвентаре 1847 года обозначен как селение в составе поместья Мозалово. В 1909 году 84 десятины земли, работала мельница. В 1925 году в Дворецком сельсовете Рогачёвского района Бобруйского округа. В 1931 году организован колхоз. Во время Великой Отечественной войны в 1944 году каратели сожгли 26 дворов и убили 3 жителей. 3 жителя погибли на фронте. Согласно переписи 1959 года в составе совхоза «Дворец» (центр — деревня Дворец).

## Население

### Численность
- 2004 год — 8 хозяйств, 14 жителей.

### Динамика
- 1880 год — 17 дворов 111 жителей.
- 1909 год — 22 двора, 187 жителей.
- 1925 год — 26 дворов.
- 1940 год — 56 дворов, 255 жителей.
- 1959 год — 76 дворов (согласно переписи).
- 2004 год — 8 хозяйств, 14 жителей.